# Craig Mello
Craig Cameron Mello (New Haven, 18 ottobre 1960) è un biochimico statunitense.
Ricercatore dell'Università Harvard di Boston, è noto per la scoperta di un fondamentale meccanismo di controllo del flusso dell'informazione genetica: il meccanismo di interferenza a Rna nel silenziamento dei geni, ha ottenuto per questo motivo il Premio Nobel per la medicina 2006 insieme a Andrew Zachary Fire.

## Biografia
Mello è nato a New Haven, nel Connecticut, il 18 ottobre 1960. Era il terzo figlio di James e Sally Mello. Suo padre, James Mello , era un paleontologo e sua madre, Sally Mello, era un'artista. I suoi nonni paterni emigrarono negli Stati Uniti dalle isole portoghesi delle Azzorre. I suoi genitori si incontrarono mentre frequentavano l'Università Brown e furono i primi figli delle rispettive famiglie a frequentare il college. I suoi nonni di entrambe le parti si ritirarono dalla scuola da adolescenti per lavorare per le loro famiglie. James Mello ha completato il suo dottorato di ricerca. nella paleontologia  all'Università Yale nel 1962. La famiglia Mello si trasferì a Falls Church, nel nord della Virginia, in modo che James potesse prendere una posizione presso lo United States Geological Survey (USGS) a Washington. È cresciuto come cattolico romano.
Dopo un breve soggiorno a Falls Church, la famiglia si trasferì a Fairfax, in Virginia, quando James Mello passò dall'USGS alla posizione di assistente alla regia presso lo Smithsonian Museum of Natural History. Tra i primi ricordi più belli di Craig c'erano le gite con suo padre e l'intera famiglia in Colorado e Wyoming e viaggi frequenti sulle montagne Blue Ridge in Virginia.
La famiglia Mello aveva una tradizione molto forte di discussioni attorno alla tavola e questa esperienza fu molto importante per il giovane Mello. Ha imparato a discutere, ad ascoltare e ad ammetterlo quando aveva torto su qualcosa. In un periodo in cui il giovane Mello non andava molto bene a scuola, queste discussioni quotidiane hanno contribuito a rafforzare la sua fiducia e autostima. Mello ha lottato durante i primi anni di scuola elementare. Ha iniziato la prima elementare all'età di cinque anni in una scuola privata locale perché era troppo giovane per accedere alla prima elementare del sistema pubblico. Non sa se apprendeva lentamente o semplicemente non era interessato, ma non andò bene a scuola fino alla seconda media. In seconda elementare Mello faceva solo finta di saper leggere e si vergognava di essere chiamato in classe. Preferiva di gran lunga giocare all'aperto, nei boschi e nei ruscelli, al tempo trascorso in classe. Nel frattempo, i suoi fratelli maggiori erano studenti modello, aumentando le aspettative dell'insegnante nei suoi confronti. Durante questi primi anni, Mello non aveva dubbi che da grande sarebbe diventato uno scienziato.
Mello ha frequentato la Fairfax High School (Fairfax, Virginia. Dopo aver conseguito il diploma di scuola superiore, Mello ha frequentato la Brown University come specialista in biochimica e biologia molecolare. Kenneth Miller, il suo istruttore di biologia cellulare, raccontò che sebbene non avesse ricevuto i "migliori voti della classe", era intensamente curioso e quindi un "vero rompicoglioni". Mello non lascerebbe mai che Miller finisse una conferenza senza chiedergli ulteriori riferimenti, domande o prove per i concetti discussi nella conferenza. Ha ricevuto il suo Sc.B. da Brown nel 1982.
Mello si laureò presso l'Università Brown nel 1982 e conseguì il dottorato presso l'Università Harvard nel 1990. Il post-dottorato fu svolto presso la Fred Hutchinson Cancer Research Center nel laboratorio del Dr. James Priess. Divenne professore di medicina molecolare presso la Medical School dell'Università del Massachusetts a Worcester nel Massachusetts nel 1994. Mello è ricercatore dell'Howard Hughes Medical Institute dal 2000.

## Premio Nobel
Nel 2006 Mello e Fire hanno ricevuto il premio Nobel per gli studi pubblicati nel 1998, quando Mello, Fire ed i loro colleghi (SiQun Xu, Mary Montgomery, Stephen Kostas, Sam Driver) pubblicarono un articolo sul giornale Nature in cui dimostravano come alcune piccole molecole di RNA (chiamate siRNA) fossero in grado di indurre la cellula alla distruzione di intere molecole di mRNA, portando di fatto al silenziamento di specifici geni.
Le ricerche condotte da Mello e Fire alla Carnegie Institution (Fire) e alla University of Massachusetts Medical School (Mello), hanno dunque mostrato che l'RNA svolge un ruolo chiave nella regolazione dell'espressione genica.
(Karolinska Institute, annuncio dei premi Nobel)
Ha affermato: è inusuale che un lavoro rivoluzioni completamente l'idea di come si svolga un processo biologico e che apra nuovi campi di ricerca nella biologia. Il professore Hastie ha affermato che precedentemente si riteneva che l'RNA svolgesse un ruolo quasi insignificante nella regolazione dei geni, lo si riteneva quasi un mero sottoprodotto della replicazione.»
(Nobel prize for genetic discovery, trasmissione della BBC)

## Premi e onorificenze
Mello ha vinto i seguenti premi (in ordine cronologico).
- Vincitore (con Andrew Fire) del National Academy of Sciences Award in Molecular Biology, nel 2003.
- Vincitore (con Andrew Fire) del Wiley Prize in the Biomedical Sciences della Rockefeller University, nel 2003.
- Vincitore (con Andrew Fire) del Lewis S. Rosenstiel Award for Distinguished Work in Medical Research della Brandeis University, nel 2005.
- Vincitore (con Andrew Fire) del Gairdner International Award del governo canadese, nel 2005.
- Vincitore (con Andrew Fire) del Massry Prize, nel 2005.
- Vincitore (con Andrew Fire) del Paul Ehrlich and Ludwig Darmstaedter Prize, nel 2006.
- Premio Nobel, nel 2006.